# Bernard Ashmole
Bernard Ashmole (geboren am 22. Juni 1894 in Ilford, Essex; gestorben am 25. Februar 1988 in Peebles, Schottland) war ein britischer Klassischer Archäologe.

## Leben und Wirken
Ashmole war der Sohn des Auktionators William Ashmole und Sarah Caroline Wharton Tivers. Er ist ein Nachfahre von Elias Ashmole, nach dem das Ashmolean Museum in Oxford benannt ist. Im Anschluss an den Besuch der Forest School in den Jahren 1903–1911 wechselte er auf das Hertford College in Oxford, an dem er 1913 seinen Abschluss machte. Im Ersten Weltkrieg wurde er während der Schlacht an der Somme schwer verwundet, stieg bis zum Captain auf und erhielt das Military Cross. Nach Oxford zurückgekehrt, studierte er Klassische Archäologie bei Percy Gardner und John D. Beazley. Er schloss 1923 als Bachelor of Letters ab und trat eine Stelle als Zweiter Kurator der Münzsammlung am Ashmolean Museum an. Bereits 1920 hatte er Dorothy De Peyer geheiratet.
1925 wurde er zum Direktor der British School at Rome ernannt, beauftragt, den unter seinem Vorgänger Thomas Ashby und der Zweiten Direktorin Eugénie Strong angeschlagenen Ruf der Schule wiederherzustellen. Während dieser Zeit arbeitete er vornehmlich am Katalog der Skulpturen im Konservatorenpalast. Zugleich knüpfte er enge Verbindungen zu Bildhauern und modernen Architekten an der British School und entwickelte eine Vorliebe für moderne Architektur, die in einem heute unter Denkmalschutz stehenden und 1929 von den Architekten Amyas Douglas Connell (1901–1980) und Basil Robert Ward (1902–1976) entworfenen Haus Ashmoles in Amersham-on-the-Hill, Buckinghamshire, ihren Niederschlag fand.
1928 folgte Ashmole einem Ruf als Yates Professor of Classical Art and Archaeology  an der Universität London. Mit Beazley arbeitete er zunächst am Kapitel Griechische Kunst für die zweite Auflage der Cambridge Ancient History, er über Skulptur, Beazley über Vasenmalerei. Beider Beitrag war von so allgemein bedeutendem Gehalt, dass er 1932 als Einzelschrift ein weiteres Mal publiziert wurde. Nachdem 1938 die Elgin Marbles in einem radikalen Reinigungsprozess durch Mitarbeiter des British Museum in London ihrer ursprünglichen Oberfläche beraubt worden waren, wurde Ashmole als Reaktion auf den damit verbundenen Skandal neben seiner Professur mit dem Amt des Kurators der Sammlung griechischer und römischer Altertümer des Museums betraut (Keeper of Greek and Roman Antiquities), einem Amt, das er weitgehend ehrenhalber ausfüllte, da er weiterhin sein Gehalt aus den universitären Verpflichtungen bezog, die er außerdem erfüllte. Dank seiner Personenkenntnis konnten die jungen Mitarbeiter der Abteilung, Martin Robertson und Denys Haynes, ihr Können erneut unter Beweis stellen.
Während des Zweiten Weltkriegs diente Ashmole in der Luftwaffe und erhielt mit dem Hellenic Flying Cross eine weitere Kriegsauszeichnung. 1945 wurde er als Wing Commander aus der Royal Air Force entlassen. Seinen Lehrstuhl in London gab Ashmole 1948 auf, um sich ganz der Neuaufstellung des British Museum widmen zu können. 1956 folgte er als Nachfolger Beazleys dem Ruf als Lincoln Professor of Classical Archaeology and Art nach Oxford, wofür er auch seine Stellung beim British Museum aufgab. 1961 wechselte er als erster Geddes-Harrower-Professor für Griechische Kunst und Archäologie an die Universität Aberdeen, an der er bis 1963 blieb. 1964 übernahm er eine Gastprofessur an der Yale University und hielt Vorlesungen an der University of Cincinnati und 1968 an der New York University. Den Milliardär J. Paul Getty beriet er beim Ankauf von Antiken für dessen Museum, die ersten beiden Bände des Museum-Journals wurden ihm dafür gewidmet. Beratend war Ashmole bereits 1936 tätig, als er Josef von Sternberg bei den Dreharbeiten für den Film I, Claudius mit Charles Laughton unterstützte.
1938 wurde er zum Fellow der British Academy gewählt. 1979 erhielt er die Kenyon Medal for Classical Studies.
Die Arbeit Ashmoles insbesondere zur griechischen Skulptur war immer an praktischen Fragen orientiert. Materialgewinnung und -transport, Bearbeitungstechniken der griechischen Künstler und Architekten galt sein Augenmerk, und er entwickelte als einer der ersten die Fähigkeit, allein auf Grund derartiger Merkmale Fälschungen als solche zu enttarnen.

## Schriften
- mit John Beazley: Greek Sculpture & Painting to the End of the Hellenistic period. Cambridge University Press, Cambridge 1932.
- Late Archaic and Early Classical Greek Sculpture in Sicily and South Italy. H. Milford, London 1934 (Einzelnachdruck der Proceedings of the British Academy. Band 20).
- The Classical Ideal in Greek Sculpture. Lectures in Memory of Louise Taft Semple. University of Cincinnati, Cincinnati 1964.
- Architect and Sculptor in Classical Greece. Wrightsman Lectures. New York University Press, New York 1972.
- Classical Antiquities from Private Collections in Great Britain: a Loan Exhibition in Aid of the Ashmole Archive. Sotheby’s, London 1986.